# Staří muži o půlnoci
Staří muži o půlnoci (v anglickém originále Old Men at Midnight) je poslední román amerického spisovatele židovského původu Chaima Potoka z roku 2001.
V češtině kniha vyšla roku 2005 v nakladatelství Argo.
Kniha obsahuje tři novely, které jsou spojeny titulní postavou Ilanou Davitou Dinnovou, která se objevila již v Potokově románu Davitina harfa.